# Treubia pusilla
Treubia pusilla là một loài rêu trong họ Treubiaceae. Loài này được R.M. Schust. mô tả khoa học đầu tiên năm 1968.
Danh pháp khoa học của loài này chưa được làm sáng tỏ. 